# Purgstall an der Erlauf
Purgstall an der Erlauf és una localitat del districte de Scheibbs, a l'estat de Baixa Àustria, Àustria, amb una població l'1.1.2019 de 5.350 habitants.
Està ubicada al sud-oest de l'estat, al sud del riu Danubi, sud-oest de Viena i al nord de la frontera amb l'estat d'Estíria.
La vila del llibre (Bücherdorf en alemany) es va crear l'any 2000 sobre la base de la de Hay-on-Wye a Gal·les. Els objectius de la vila del llibre són: recollir i vendre llibres antics i animar el centre de la ciutat amb les llibreries. Actualment, hi ha tres botigues de llibres a Purgstall, alguna de les quals s'ha registrat en una base de dades i és accessible a través d'Internet per aquelles persones interessades.